# Leon Władysław Radziwiłł
Książę Leon Władysław Radziwiłł h. Trąby (ur. 22 grudnia 1888 w Berlinie, zm. 7 kwietnia 1959 w Paryżu) – ostatni XVII ordynat na Nieświeżu i XV ordynat na Klecku.

## Zarys biografii
Syn Jerzego Fryderyka i Marii Róży z Branickich, brat Antoniego Albrechta Wilhelma i Karola Mikołaja. Uczestnik wojny polsko-bolszewickiej w 1920 roku. Oficer sztabu generalnego i z zamiłowania malarz. Autor napisanego w czasie wojny dziennika. 
Na mocy testamentu sporządzonego w 1928 roku przez starszego brata Antoniego Albrechta Wilhelma został ostatnim ordynatem nieświeskim i kleckim.
W 1939 roku wyjechał za granicę wraz z żoną, baronówną Olgą de domo Simolin-Wettberg (1886–1948) i z dwoma synami. Starszy, Antoni Jerzy (1912–1967) pozostał nieżonaty, a drugi, Jerzy Mikołaj (1921–2007) był dwukrotnie żonaty pozostawił dwie córki. Jerzy był ostatnim męskim potomkiem Wilhelma Radziwiłła (1797–1870).

## Ordery i odznaczenia
- Złoty Krzyż Zasługi (11 listopada 1937)[3]

## Literatura
- Władysław Roszkowski, Radziwiłł Antoni Albrecht Wilhelm (1885–1935) [w:] Polski Słownik Biograficzny, Kraków 1987, T. XXX. z. 1, s. 134–135.